# Chu Tiên Vượng
Chu Tiên Vượng (tiếng Trung: 周先旺; bính âm: Zhōu Xiānwàng; sinh tháng 11 năm 1963) là một chính trị gia Trung Quốc hiện đang làm thị trưởng Vũ Hán, thủ phủ của tỉnh Hồ Bắc của Trung Quốc. Ông là người dân tộc Thổ Gia. Ông bắt đầu đi làm vào tháng 9 năm 1980 và gia nhập Đảng Cộng sản Trung Quốc vào tháng 1 năm 1987.

## Tiểu sử
Chu được sinh ra ở Kiến Thủy, Hồ Bắc, vào tháng 11 năm 1963. Chu đã làm việc tại quê nhà của ông ấy trong một thời gian dài, sau đó ông đã được thăng chức thành phó thẩm phán vào tháng 2 năm 1993. Ông là thư ký của Ủy ban Thanh niên Cộng sản tỉnh Ân Thi và khu tự trị Miêu vào tháng 1 năm 1994, và giữ chức vụ đó cho đến tháng 9 năm 1995. Vào tháng 9 năm 1995, ông được thăng chức trở thành phó chủ tịch đảng và là chánh án của huyện Tuyên Ân, giữ vị trí này cho đến tháng 4 năm 1998. Ông từng là phó thị trưởng của tỉnh Ân Thi và khu tự trị Miêu vào tháng 4 năm 1998, và bốn năm sau đó được thăng chức lên vị trí thị trưởng. Tháng 2 năm 2008, ông được bổ nhiệm làm trưởng phòng thương mại tỉnh Hồ Bắc và giám đốc văn phòng đầu tư nước ngoài tỉnh Hồ Bắc, ông vẫn ở vị trí đó cho đến tháng 11 năm 2012, khi ông được chuyển sang Hoàng Thạch và được bổ nhiệm Bí thư Đảng tại đây. Ông đồng thời giữ chức phó chủ tịch tỉnh Hồ Bắc từ tháng 3 năm 2017 đến tháng 5 năm 2018. Vào tháng 5 năm 2018, ông được bổ nhiệm làm quyền thị trưởng và phó chủ tịch Đảng bộ Vũ Hán, thay thế Wan Yong.

### Chỉ trích
Vào tháng 12 năm 2019, một loại coronavirus mới, được chỉ định tên là 2019-nCoV, đã bùng phát ở Vũ Hán, người dân địa phương cáo buộc Chu Tiên Vượng và Mã Quốc Cường, cấp trên của ông đã chậm chạp khi phản ứng với dịch bệnh. Vào ngày 27 tháng 1 năm 2020, trong một cuộc phỏng vấn trên kênh truyền hình quốc gia của Trung Quốc, Chu thừa nhận rằng chính quyền thành phố đã không tiết lộ kịp thời thông tin về dịch bệnh và xin từ chức về việc quyết định phong tỏa thành phố ngày 23 tháng 1.